# El Vez

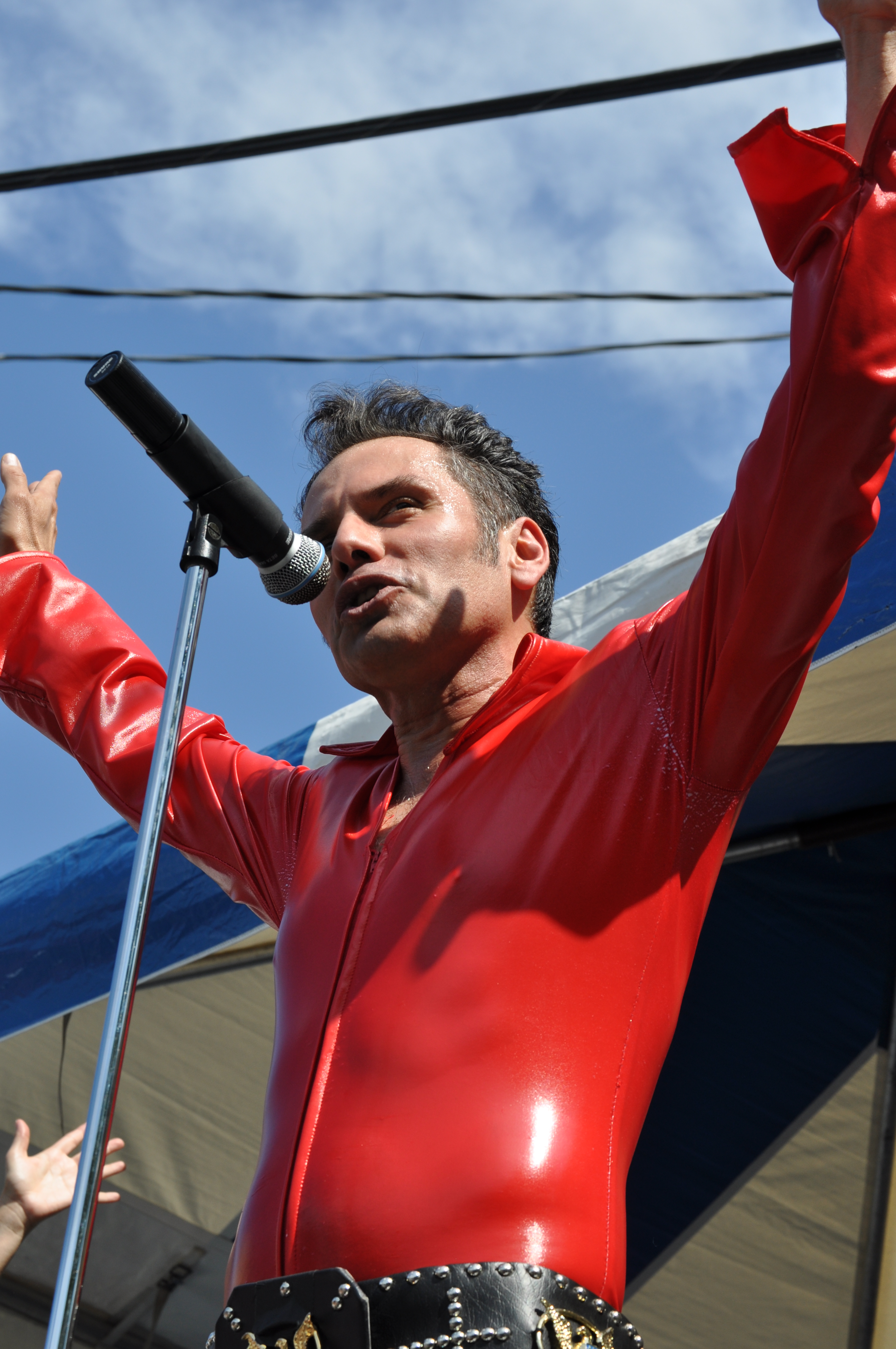
El Vez (2009)

Robert López (* 1960 in Chula Vista, Kalifornien), besser bekannt unter seinem Künstlernamen El Vez, ist ein mexikanisch-amerikanischer Musiker und Singer-Songwriter. Als selbsternannter „Mexikanischer Elvis“ mischt er auf humoristisch-satirische Weise seine mexikanische Abstammung und die Chicano-Kultur mit Elvis Presley und anderen musikalischen Einflüssen.

## Leben
Robert López wuchs als Sprössling einer Beamtenfamilie, unter der sich eine ambitionierte Chicana-Aktivistin befand, im südkalifornischen Chula Vista auf. Zu jener Zeit war die Vorstadt von San Diego noch durch die angloamerikanische Mittelklasse geprägt. Sein Vater arbeitete als MC bei Jai-Alai-Spielen in Tijuana. Nach musikalischen Anfängen im Untergrund von Los Angeles reiste López, der nicht fließend Spanisch spricht, als Kurator durch Mexiko und sammelte Ikonografie vom Día de los Muertos und andere mexikanische Heimatkunst.
Heute lebt er in East Los Angeles, engagiert sich neben seiner Musikkarriere für Anti-Banden-Programme und leistet soziale Öffentlichkeitsarbeit. López trat bereits mehrfach als unabhängiger Kandidat bei US-Präsidentschaftswahlen an, zuletzt im Jahr 2016.

## Musikalisches Schaffen
In der Szene von Los Angeles wirkte López zunächst als Sänger und Gitarrist der Punkbands The Zeros und Catholic Discipline – neben der späteren Folk-Sängerin Phranc. Im Rahmen einer Elvis-Ausstellung tauchte López tiefer in dessen Kultur ein und entwickelte 1988 die Kunstfigur El Vez. Inspiriert von Kindheitserinnerungen an seine Onkel, welche nicht nur ähnliche Hosen, sondern auch Frisuren wie der „King“ trugen, inszenierte sich El Vez anfangs als originalgetreue Personifikation mit ins Spanische übersetzten Texten. Einer seiner ersten Songs Esta Bien Mamacita erschien 1991 und ist eine wörtliche Übersetzung von Presleys Debütsingle That’s All Right begleitet von Ranchera-Klängen. Bald schlugen sich auch andere Einflüsse in seiner Musik nieder, wie etwa sein 1994 veröffentlichtes Album Graciasland, eine Anspielung auf Paul Simons Graceland, beweist. Der darauf enthaltene Track Immigration Time, eine Umdichtung von Suspicious Minds, bietet eine Kostprobe seiner humoristisch-sozialkritischen Texte. Während das Original von der „Gefangenschaft“ in einer dysfunktionalen Beziehung erzählt, schildert El Vez ein zeitgenössisches Migrantenschicksal aus der Sicht eines unerwünschten Mexikaners:

I’m caught in a trap, I can’t walk out / Because my foot’s caught in this border fence / Why can’t you see, Statue of Liberty / I am your homeless, tired and weary / We can grow on together, it’s immigration time / And we can build our dreams, it’s immigration time.

„Ich sitze in der Falle, ich komme nicht heraus / Weil sich mein Fuß in diesem Grenzzaun verfangen hat / Warum, Freiheitsstatue, kannst du es nicht verstehen / Ich bin heimatlos, müde und verbraucht / Wir können zusammen weiterwachsen, jetzt ist Einwanderungszeit / Und zusammen können wir unsere Träume bauen, jetzt ist Einwanderungszeit.“

Seine Bühnenshows bestreitet El Vez mit der Band Memphis Mariachis und der Gesangsgruppe Lovely El Vettes, deren Mitglieder, angelehnt an Frauen aus dem Umfeld von Elvis, die Namen Priscillita, Gladysita, Lisa Maria und Que Linda Thompson tragen.
In Würdigung seines opulenten Vorbilds vollzieht El Vez pro Konzert mindestens sechs Kostümwechsel auf der Bühne, wobei ein hautenger, roter Lack-Jumpsuit, den er in lasziven Bewegungen vorführt, zu seinem Markenzeichen geworden ist. Oft bekommt das Publikum Bruchstücke von bis zu 200 Liedern zu hören, die als Medleys dargeboten werden.
1998 gewann er für seinen Titel Say It Loud! I’m Brown and I’m Proud, eine Umtextung von James Browns Say It Loud – I’m Black and I’m Proud, den Preis für das beste Musikvideo beim San Francisco International Film Festival. Neben Auftritten als El Vez betreibt López weitere musikalische Projekte wie die Band The Little Richards und ist seit 1995 wieder mit den sich sporadisch wiedervereinigenden The Zeros aktiv.

## Film und Fernsehen
López nutzte seine Popularität bereits des Öfteren für Gastauftritte in Spielfilmen, Fernsehserien, Dokumentarfilmen und Talkshows. Erstmals war er 1993 in der amerikanisch-britischen Co-Produktion Mi vida loca als DJ zu sehen. Im deutschen Fernsehen beehrte er 1996 neben Mark Spitz die Harald Schmidt Show, in der er mit seiner Band in Revolutionsuniformen auftrat. Dokumentarfilme, zu denen López beitragen konnte, behandeln die Punkszene von Los Angeles (z. B. Lexicon Devil über Darby Crash und die Germs) oder das Leben von Hispanics in den Vereinigten Staaten. Eine ihm gewidmete Doku aus dem Jahr 2000 trägt den Titel El Rey de Rock ‘N’ Roll. Daneben beteiligte er sich 2010 an einer Debatte der Politsendung Democracy Now!
Seine Coverversion von It’s Now or Never leitet den Soundtrack zum Kassenschlager Hangover (2009) ein.

## Rezeption

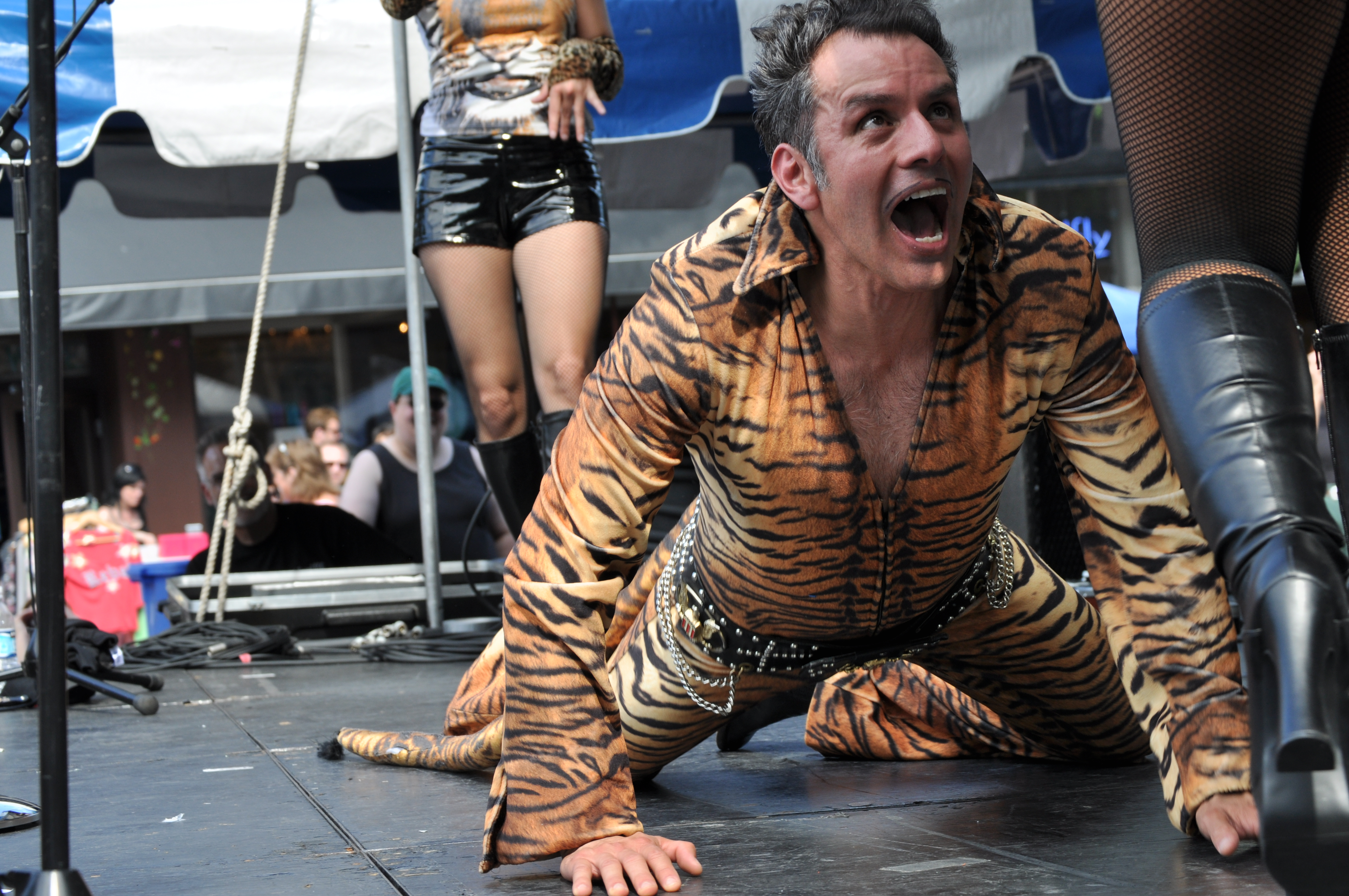
El Vez bei einem Konzert (2009)

López wird weithin als bekanntester Elvis-Imitator angesehen, der anders als die meisten seiner Mitstreiter eine ganz eigene erfolgreiche Kunstfigur aus dem Vermächtnis des „King“ kreieren konnte.
Der Rolling Stone nannte El Vez einen kulturellen „Botschafter des guten Willens (…), der entfremdete Hispanics wieder stolz mache, Mexiko-Amerikaner zu sein“. Stilistisch mixe er seinen kulturellen Hintergrund in der Chicano-Bewegung mit dem Punk- und New-Wave-Kitsch der 1970er und 80er Jahre. Obwohl er sich mehr Freiheiten als andere Imitatoren erlaubt, gelänge es ihm, Elvis Presleys eigene Praxis „multipler Identifikationen, stilistischer Hybridität und Themenvariationen“ fortzusetzen. Michelle Habell-Pallán sieht in El Vez einen „interkulturellen Kreuzfahrer für Wahrheit, Gerechtigkeit und den ‚Mexican American way‘“ und titulierte ihn als „Thinking man’s Elvis“.
Positiv aufgenommen werden auch seine Liveshows, die von Allmusic mit der Ike & Tina Turner Revue, einem Las-Vegas-Konzert von Tom Jones und dem ’68 Comeback Special von Elvis verglichen wurden. Indem er Humor mit dem Glamrock von T. Rex und der New York Dolls kombiniere, stelle er mit seinen Auftritten traditionelle Vorstellungen von Nationalität und Maskulinität in Frage. Daneben lässt er wie etwa Rage Against the Machine reichlich politische Anspielungen, allen voran an Emiliano Zapata, César Chávez und Che Guevara, in sein Programm einfließen.
El Vez feierte auch außerhalb der USA Erfolge und trat in Europa bereits auf dem Roskilde-Festival sowie in Deutschland und Österreich auf. Zu seinen prominentesten Bewunderern gehören Musikgrößen wie Jarvis Cocker, Lenny Kaye, Eddie Vedder oder Iggy Pop.

## Diskografie

### Studioalben
- 1992: Not Hispanic
- 1994: Merry Mex-Mas
- 1994: Fun in Español
- 1994: Graciasland
- 1995: El Vez Is Alive
- 1996: G.I. Ay! Ay! Blues
- 1998: Son of a Lad from Spain
- 2000: NoElVezSi
- 2001: Boxing with God
- 2002: Sno-Way José

### Kompilationen
- 1994: How Great Thou Art (The Greatest Hits of El Vez)
- 1996: Never Been to Spain (Until Now)
- 2000: Pure Aztec Gold
- 2004: Endless Revolution
- 2013: God Save the King

### Singles und EPs
- 1991: El Vez Calling
- 1991: The Mexican Elvis (mit Esta Bien Mamacita und En El Barrio)
- 1994: Cindo De Mayao (mit Kcalbbird)
- 1995: Like a Hole in the Head: Remixes, Rewrites & Extras
- 1996: The Mexican Elvis! (EP)
- 1998: A Lad from Spain? (EP)
- 2000: Feliz Navidad
- 2000: El Vez!
- 2017: To the Rescue (mit Los Straitjackets & Big Sandy)

## Filmografie (Auswahl)
- 1981: The Decline of Western Civilization (Dokumentation)
- 1993: Mi vida loca
- 2000: El Rey de Rock ‘N’ Roll (Dokumentation)
- 2004: Colorvision (Fernsehserie)
- 2008: Dead Country
- 2008: Gospel Show in Madrid (Livekonzert)
- 2 Hip 4 TV (NBC variety show)
- 2015: Waxie Moon in Fallen Jewel
- 2017: Fags in the Fast Lane